# Panda Security
A Panda Security, anteriormente designada por Panda Software, é uma empresa ligada à segurança de computadores fundada em 1990 pelo então CEO, Mikel Urizarbarrena, na cidade de Bilbau, Espanha. Inicialmente centrada no desenvolvimento de software antivírus, a empresa expandiu a sua gama de soluções com aplicações de firewall, anti-spam e anti-spyware, tecnologias de prevenção contra o cibercrime, e outros sistemas de gestão e ferramentas de segurança para empresas e particulares.
A Panda Security possui clientes em mais de 200 países e escritórios em mais de 50 países. Compete na indústria de antivírus com a Symantec, Kaspersky Lab, McAfee e Trend Micro, entre outros.

## História
Em 2005, a Panda Security já era o quarto maior fabricante antivírus a nível mundial, com 3,2% de quota de mercado. A empresa, então detida a 100% por Urizarbarrena, anunciou a 24 de Abril de 2007 a venda de 75% das suas acções à Investindustrial e à Gala Capital. A 30 de Julho de 2007, a empresa mudou o seu nome de Panda Software para Panda Security, e Urizarbarrena foi substituído por Jorge Dinares. Cerca de um ano depois, a 3 de Junho de 2008, Juan Santana, então CFO, passou a ocupar o cargo de Jorge Dinares.
Já em 2009, no ano em que celebra o seu vigésimo aniversário, a Panda Security criou novas parcerias com a Web of Trust e a Spamina para o combate às ameaças informáticas.

## Produtos
Os produtos da Panda incluem ferramentas de segurança para utilizadores particulares e empresas, incluindo protecção contra o cibercrime e malware que possa danificar os sistemas de TI, como o spam, hackers, spyware, dialers e conteúdos Web indesejados, para além de detecção de intrusões Wi-Fi. A sua tecnologia denominada TruPrevent, é constituída por um conjunto de capacidades proactivas destinadas a bloquear vírus e intrusos desconhecidos. Em 2007, a Panda introduziu um novo modelo de segurança denominado Inteligência Colectiva, que analisa de forma automática e em tempo real amostras de malware recebidas no PandaLabs.

### Produtos de consumo
| Windows® | Panda Antivirus Pro 2016 | Panda Internet Security 2016 | Panda Global Protection 2016 | Panda Gold Protection 2016 |
| --- | ------------------------ | ---------------------------- | ---------------------------- | -------------------------- |
| – Proteja seu PC contra qualquer tipo de ameaça.                                                                 | •                        | •                            | •                            | •                          |
| – Proteja sua rede Wi-Fi e bloqueie invasores.                                                                   | •                        | •                            | •                            | •                          |
| – Mantenha seus filhos longe de conteúdo inapropriado.                                                           |                          | •                            | •                            | •                          |
| – Proteja seu dinheiro e dados importantes de criminosos cibernéticos.                                           |                          | •                            | •                            | •                          |
| – Faça backup de seus arquivos e recupere-os de forma rápida e simples.                                          |                          | •                            | •                            | •                          |
| – Gerencie todas suas senhas com um único clique.                                                                |                          |                              | •                            | •                          |
| – Criptografe seus dados confidenciais.                                                                          |                          |                              | •                            | •                          |
| – Exclua arquivos permanentemente.                                                                               |                          |                              | •                            | •                          |
| – Otimize o seu computador para aprimorar o desempenho.                                                          |                          |                              | •                            | •                          |
| iOS® e Mac® |                          |                              |                              |                            |
| – Localize instantaneamente seu iPhone/iPad perdido ou roubado.                                                  | •                        | •                            | •                            | •                          |
| – Proteja seu Mac e iPhone contra qualquer tipo de ameaça 1.                                                     |                          | •                            | •                            | •                          |
| Android ™ |                          |                              |                              |                            |
| – Proteja seu dispositivo contra qualquer tipo de ameaça.                                                        | •                        | •                            | •                            | •                          |
| – Localize, bloqueie e limpe seu dispositivo remotamente.                                                        | •                        | •                            | •                            | •                          |
| – Melhore o desempenho e maximize a vida da bateria.                                                             | •                        | •                            | •                            | •                          |
| – Proteção antirroubo, graças ao modo de ancoragem e ao recurso "Selfie remota" para suas fotografias.           |                          |                              | •                            | •                          |
| Suporte técnico para vários dispositivos                                                                         |                          |                              |                              |                            |
| – Suporte técnico via telefone, email, chat, Web e em fórum 2.                                                   | •                        | •                            | •                            | •                          |
| – Garantia de desinfecção e acesso remoto a seu computador por um de nossos técnicos.                            |                          |                              |                              | •                          |
| – Nossos melhores técnicos estão sempre disponíveis para ajudá-lo.                                               |                          |                              |                              | •                          |
| Armazenamento de dados de plataformas cruzadas                                                                   |                          |                              |                              |                            |
| – Desfrute de 20 GB de espaço para armazenar, sincronizar e compartilhar dados entre todos os seus dispositivos. |                          |                              |                              | •                          |
| – Faça backup de seus contatos a qualquer momento.                                                               |                          |                              |                              | •                          |

¹. Esse pacote permite instalar uma única licença para Mac®. Verificação e desinfecção a partir de um computador Mac® protegido pela Panda.
². Os serviços poderão variar consoante o país. Consulte os detalhes do Suporte técnico.

### Ferramentas Gratuitas
Panda Free Antivírus: Antivírus para Windows, suporte técnico padrão
Panda Safe Web: navegação mais segura, TuneUp navegador Web e limpeza (Disponível para o navegador Internet Explorer)
Panda Cloud Cleaner: ferramenta de desinfecção grátis 
Panda Cloud Cleaner Portable: Versão portátil sem instalador para usuários avançados
Panda Cloud Cleaner: Resgate USB para desinfectar PCs que não pode iniciar
Panda Cloud Cleaner Rescue ISO: ferramenta de desinfecção para computadores que não inicializam ( para usuários avançados)

### Produtos empresariais
- Panda Small Business Protection
- Panda Fusion
- Panda Endpoint Protection Plus
- Panda Endpoint Protection
- Panda Email Protection
- Panda Internet Protection
- Panda Adaptive Defense
- Panda Adaptive Defense 360
- Panda GateDefender eSeries
- Panda Systems Management